# Millettia goossensii
Millettia goossensii là một loài thực vật có hoa trong họ Đậu. Loài này được (Hauman) Polhill miêu tả khoa học đầu tiên.